# Аббатство Даунтон
«Абба́тство Да́унтон», или «Даунтон» (англ. Downton Abbey) — британский исторический драматический телесериал, созданный Джулианом Феллоузом. Премьера в Великобритании состоялась 26 сентября 2010 года на канале ITV.
Действие сериала происходит с 1912 по 1926 год в вымышленном загородном поместье Даунтон Эбби (Аббатстве Даунтон), расположенном в Йоркшире (Англия). В центре сюжета — история жизни аристократической семьи Кроули и её прислуги в пост-эдвардианскую эпоху, когда под влиянием масштабных исторических событий в Великобритании кардинальным образом меняется социальная иерархия.
Своё отражение в сериале нашли такие исторические события, как крушение «Титаника» (первый сезон); начало Первой мировой войны и пандемия испанского гриппа (второй сезон); Война за независимость Ирландии и формирование Ирландского Свободного государства (третий сезон); Скандал с «Типот Доум» (четвёртый сезон); британские всеобщие выборы 1923 года, Амритсарская бойня и Пивной путч (пятый сезон). В шестом, заключительном сезоне рассказывается о подъёме рабочего класса в межвоенный период и упадке британской аристократии. Сериал также затрагивает такие аспекты, как технический прогресс (появление в быту электричества, телефонов, автомобилей), эмансипацию женщин и другие темы.
За 6 сезонов сериал получил 3 награды «Золотой глобус», 15 премий «Эмми» и заработал в общей сложности 69 номинаций на «Эмми», что делает «Аббатство Даунтон» лидером по числу номинаций среди неамериканских телешоу за всю истории «Эмми». В 2011 году сериал «Аббатство Даунтон» вошёл в Книгу рекордов Гиннесса как сериал, получивший наивысшую оценку критиков.
26 марта 2015 года было объявлено о том, что шестой сезон «Аббатство Даунтон» станет для сериала заключительным. Он транслировался в эфире ITV в период с 20 сентября 2015 года по 8 ноября 2015 года. Традиционный ежегодный рождественский выпуск был показан 25 декабря 2015 года.
13 июля 2018 года было официально объявлено о предстоящих съёмках полнометражного фильма, который стал продолжением сериала.
В съёмках картины приняли участие все ключевые актёры, а сценарий написал создатель оригинальной версии Джулиан Феллоуз. Сюжет фильма «Аббатство Даунтон» строится вокруг визита в аббатство короля Великобритании Георга V и его супруги Марии. Мировая премьера фильма состоялась 9 сентября 2019 года в Лондоне на Лестер-сквер.
В апреле 2020 года продюсер сериала Гарет Ним заявил, что в течение текущего года будет написан сценарий для второго полнометражного фильма. Второй фильм вышел 29 апреля 2022 года в Великобритании и 20 мая 2022 года в США.

## Сюжет
1912 год. Англия. Наследник титула графа Грэнтэма, живущего с семьёй в своём родовом имении Даунтон в Йоркшире, погибает на «Титанике». Семья ожидает, что теперь, когда наследников мужского пола не осталось, после смерти графа владения и капитал семьи перейдут к его старшей дочери в результате договора, подписанного умершим отцом графа.
Никакие ухищрения пока даже теоретически не помогают повернуть судьбу вспять, и граф Роберт Грэнтэм, отдавший всю свою жизнь своему поместью, отказывается отстаивать права юной Мэри, считая, что всё, включая немалый капитал его жены, должно отойти к наследнику его графского титула, безвестному сыну четвероюродного брата графа.
В сериале наравне с жизнью господ повествуется о жизни прислуги.
Действие второго сезона происходит во время Первой мировой войны, начиная с Битвы на Сомме в 1916 году и заканчивая перемирием в 1918 году. Лорд Грэнтэм не был призван на войну в силу своего возраста, но Мэттью Кроули и лакей Уильям ушли на фронт. Том Бренсон сильно сомневается, что хочет сражаться за Англию. А леди Сибил, несмотря на своё аристократическое происхождение, несёт службу в качестве сестры милосердия в местном госпитале.
Третий сезон рассказывает о первых послевоенных годах. 1920 год. Аббатство под угрозой из-за неудачных вложений графа Грэнтэма, Мэттью Кроули женился на старшей дочери графа леди Мэри Кроули и не решается потратить наследство своей первой невесты Лавинии на спасение Аббатства.

## В ролях
| Таблица присутствия актёров в сезонах | Таблица присутствия актёров в сезонах          | Таблица присутствия актёров в сезонах | Таблица присутствия актёров в сезонах | Таблица присутствия актёров в сезонах | Таблица присутствия актёров в сезонах | Таблица присутствия актёров в сезонах | Таблица присутствия актёров в сезонах |              |
| Актёр                                 | Персонаж                                       | Сезон                                 | Сезон                                 | Сезон                                 | Сезон                                 | Сезон                                 | Сезон                                 |              |
| Актёр                                 | Персонаж                                       | 1                                     | 2                                     | 3                                     | 4                                     | 5                                     | 6                                     |              |
| Основной состав                       | Основной состав                                | Основной состав                       | Основной состав                       | Основной состав                       | Основной состав                       | Основной состав                       | Основной состав                       |              |
| ------------------------------------- | ---------------------------------------------- | ------------------------------------- | ------------------------------------- | ------------------------------------- | ------------------------------------- | ------------------------------------- | ------------------------------------- | ------------ |
| Хью Бонневилль                        | Роберт Кроули, граф Грэнтэм                    | Постоянно                             | Постоянно                             | Постоянно                             | Постоянно                             | Постоянно                             | Постоянно                             |              |
| Джессика Браун Финдлей                | Леди Сибил Бренсон (урожд. Кроули)             | Постоянно                             | Постоянно                             | Постоянно                             |                                       |                                       |                                       |              |
| Лора Кармайкл                         | Леди Эдит Пелэм (урожд. Кроули)                | Постоянно                             | Постоянно                             | Постоянно                             | Постоянно                             | Постоянно                             | Постоянно                             |              |
| Джим Картер                           | Чарльз «Чарли» Карсон                          | Постоянно                             | Постоянно                             | Постоянно                             | Постоянно                             | Постоянно                             | Постоянно                             |              |
| Ракель Кэссиди                        | Филлис Бакстер                                 |                                       |                                       |                                       | Периодически                          | Постоянно                             | Постоянно                             |              |
| Брендан Койл                          | Джон Бейтс                                     | Постоянно                             | Постоянно                             | Постоянно                             | Постоянно                             | Постоянно                             | Постоянно                             |              |
| Том Каллен                            | Энтони Фойл, виконт Гиллингэм                  |                                       |                                       |                                       | Периодически                          | Постоянно                             |                                       |              |
| Мишель Докери                         | Леди Мэри Кроули (позднее Талбот)              | Постоянно                             | Постоянно                             | Постоянно                             | Постоянно                             | Постоянно                             | Постоянно                             |              |
| Кевин Дойл                            | Джозеф Мозли                                   | Периодически                          | Периодически                          | Постоянно                             | Постоянно                             | Постоянно                             | Постоянно                             |              |
| Шивон Финнеран                        | Сара О’Брайан                                  | Постоянно                             | Постоянно                             | Постоянно                             |                                       |                                       |                                       |              |
| Майкл Фокс                            | Эндрю «Энди» Паркер                            |                                       |                                       |                                       |                                       | Периодически                          | Постоянно                             |              |
| Мэттью Гуд                            | Генри Талбот                                   |                                       |                                       |                                       |                                       | Гость                                 | Постоянно                             |              |
| Джоан Фроггатт                        | Анна Бейтс (урожд. Смит)                       | Постоянно                             | Постоянно                             | Постоянно                             | Постоянно                             | Постоянно                             | Постоянно                             |              |
| Томас Хоус                            | Уильям Мэйсон                                  | Постоянно                             | Постоянно                             |                                       |                                       |                                       |                                       |              |
| Лили Джеймс                           | Леди Роуз Элдридж (урожд. Макклер)             |                                       |                                       | Периодически                          | Постоянно                             | Постоянно                             | Гость                                 |              |
| Роб Джеймс-Колльер                    | Томас Барроу                                   | Постоянно                             | Постоянно                             | Постоянно                             | Постоянно                             | Постоянно                             | Постоянно                             |              |
| Аллен Лич                             | Том Бренсон                                    | Периодически                          | Периодически                          | Постоянно                             | Постоянно                             | Постоянно                             | Постоянно                             |              |
| Роуз Лесли                            | Гвен Хардинг (урожд. Доусон)                   | Постоянно                             |                                       |                                       |                                       |                                       | Гость                                 |              |
| Филлис Логан                          | Элси Карсон (урожд. Хьюс)                      | Постоянно                             | Постоянно                             | Постоянно                             | Постоянно                             | Постоянно                             | Постоянно                             |              |
| Элизабет Макговерн                    | Кора Кроули (урожд. Левинсон), графиня Грэнтэм | Постоянно                             | Постоянно                             | Постоянно                             | Постоянно                             | Постоянно                             | Постоянно                             |              |
| Софи Макшера                          | Дейзи Мэйсон (урожд. Робинсон)                 | Постоянно                             | Постоянно                             | Постоянно                             | Постоянно                             | Постоянно                             | Постоянно                             |              |
| Мэтт Милн                             | Альфред Ньюджент                               |                                       |                                       | Постоянно                             | Постоянно                             |                                       |                                       |              |
| Лесли Никол                           | Берил Патмор                                   | Постоянно                             | Постоянно                             | Постоянно                             | Постоянно                             | Постоянно                             | Постоянно                             |              |
| Эми Наттолл                           | Этель Паркс                                    |                                       | Постоянно                             | Постоянно                             |                                       |                                       |                                       |              |
| Джулиан Овенден                       | Чарльз Блейк                                   |                                       |                                       |                                       | Периодически                          | Постоянно                             |                                       |              |
| Дэвид Робб                            | Доктор Ричард Кларксон                         | Периодически                          | Периодически                          | Периодически                          | Постоянно                             | Постоянно                             | Постоянно                             |              |
| Мэгги Смит                            | Вайолет Кроули, вдовствующая графиня Грэнтэм   | Постоянно                             | Постоянно                             | Постоянно                             | Постоянно                             | Постоянно                             | Постоянно                             |              |
| Эдвард Спелирс                        | Джеймс «Джимми» Кент                           |                                       |                                       | Постоянно                             | Постоянно                             | Постоянно                             |                                       |              |
| Дэн Стивенс                           | Мэттью Кроули                                  | Постоянно                             | Постоянно                             | Постоянно                             |                                       |                                       |                                       |              |
| Кара Теоболд                          | Айви Стюарт                                    |                                       |                                       | Периодически                          | Постоянно                             |                                       |                                       |              |
| Пенелопа Уилтон                       | Изабель Кроули                                 | Постоянно                             | Постоянно                             | Постоянно                             | Постоянно                             | Постоянно                             | Постоянно                             |              |
| Второстепенный состав                 |                                                |                                       |                                       |                                       |                                       |                                       |                                       |              |
| Эндрю Александр                       | Сэр Джон Буллок                                |                                       |                                       |                                       | Периодически                          |                                       |                                       |              |
| Мэтт Барбер                           | Достопочтенный Эфраим Аттикус Элдридж          |                                       |                                       |                                       |                                       | Периодически                          | Гость                                 |              |
| Роберт Батерст                        | Сэр Энтони Страллан                            | Периодически                          | Гость                                 | Периодически                          |                                       |                                       |                                       |              |
| Саманта Бонд                          | Леди Розамунд Пейнсвик (урожд. Кроули)         | Гость                                 | Периодически                          | Гость                                 | Периодически                          | Периодически                          | Периодически                          |              |
| Зои Бойл                              | Лавиния Суайр                                  |                                       | Периодически                          |                                       |                                       |                                       |                                       |              |
| Патрик Бреннан                        | Мистер Доус                                    |                                       |                                       |                                       |                                       |                                       | Периодически                          |              |
| Мианна Бёринг                         | Эдна Брайтуэйт                                 |                                       |                                       | Гость                                 | Периодически                          |                                       |                                       |              |
| Клэр Калбрейт                         | Джейн Морсам                                   |                                       | Периодически                          |                                       |                                       |                                       |                                       |              |
| Гэри Карр                             | Джек Росс                                      |                                       |                                       |                                       | Периодически                          |                                       |                                       |              |
| Майкл Кохрейн                         | Преподобный Альберт Трэвис                     |                                       | Периодически                          | Периодически                          |                                       |                                       | Периодически                          |              |
| Пол Копли                             | Мистер Мэйсон                                  |                                       | Периодически                          | Гость                                 | Гость                                 | Периодически                          | Периодически                          | Периодически |
| Джонатан Кой                          | Джордж Мюррей                                  | Гость                                 | Гость                                 | Периодически                          |                                       | Гость                                 |                                       |              |
| Майкл Калкин                          | Архиепископ Йоркский                           |                                       |                                       | Периодически                          |                                       |                                       |                                       |              |
| Джоанна Дэвид                         | Герцогиня Йовил                                |                                       |                                       |                                       | Периодически                          |                                       |                                       |              |
| Пенни Доуни                           | Рейчел Элдридж, леди Синдерби                  |                                       |                                       |                                       |                                       | Периодически                          |                                       |              |
| Мария Дойл-Кеннеди                    | Вера Бейтс                                     |                                       | Периодически                          |                                       |                                       |                                       |                                       |              |
| Чарльз Эдвардс                        | Майкл Грегсон                                  |                                       |                                       | Периодически                          | Периодически                          |                                       |                                       |              |
| Питер Иган                            | Хью «Креветка» Макклер, маркиз Флинтшира       |                                       |                                       | Гость                                 |                                       | Периодически                          |                                       |              |
| Виктория Эмсли                        | Одри                                           |                                       |                                       |                                       |                                       |                                       | Периодически                          |              |
| Джеймс Фолкнер                        | Дэниел Элдридж, лорд Синдерби                  |                                       |                                       |                                       |                                       | Периодически                          |                                       |              |
| Бернард Галлахер                      | Уильям «Билл» Мозли                            | Гость                                 |                                       | Гость                                 | Периодически                          |                                       |                                       |              |
| Иэн Глен                              | Сэр Ричард Карлайл                             |                                       | Периодически                          |                                       |                                       |                                       |                                       |              |
| Ричард Грант                          | Саймон Брикер                                  |                                       |                                       |                                       |                                       | Периодически                          |                                       |              |
| Лайонел Гайетт                        | Тэйлор                                         | Периодически                          |                                       |                                       |                                       |                                       |                                       |              |
| Гарри Хадден-Патон                    | Герберт «Берти» Пелэм                          |                                       |                                       |                                       |                                       | Гость                                 | Периодически                          |              |
| Найджел Харман                        | Алекс Грин                                     |                                       |                                       |                                       | Периодически                          |                                       |                                       |              |
| Никки Хенсон                          | Чарльз Григг                                   | Гость                                 |                                       |                                       | Периодически                          |                                       |                                       |              |
| Луис Хильер                           | Инспектор Вайнер                               |                                       |                                       |                                       |                                       | Периодически                          |                                       |              |
| Сью Джонстон                          | Глэдис Денкер                                  |                                       |                                       |                                       |                                       | Периодически                          | Периодически                          |              |
| Патрик Кеннеди                        | Теренс Сэмпсон                                 |                                       |                                       |                                       | Периодически                          |                                       |                                       |              |
| Дейзи Льюис                           | Сара Бантинг                                   |                                       |                                       |                                       | Периодически                          | Периодически                          |                                       |              |
| Кристина Лор                          | Мэй Бёрд                                       | Гость                                 | Гость                                 | Периодически                          |                                       |                                       |                                       |              |
| Эмма Лоундерс                         | Марджи Дрю                                     |                                       |                                       |                                       |                                       | Периодически                          | Гость                                 |              |
| Кристина Маки                         | Дафни Брайант                                  |                                       | Периодически                          | Периодически                          |                                       |                                       |                                       |              |
| Ширли Маклейн                         | Марта Левинсон                                 |                                       |                                       | Периодически                          | Гость                                 |                                       |                                       |              |
| Кевин Макнелли                        | Гораций Брайант                                |                                       | Периодически                          | Гость                                 |                                       |                                       |                                       |              |
| Брендан Патрикс                       | Достопочтенный Эвелин Напьер                   | Периодически                          |                                       |                                       | Периодически                          |                                       | Гость                                 |              |
| Дэниел Пирри                          | Майор Чарльз Брайант                           |                                       | Периодически                          |                                       |                                       |                                       |                                       |              |
| Пол Путнер                            | Мистер Скиннер                                 |                                       |                                       |                                       |                                       |                                       | Периодически                          |              |
| Дуглас Рит                            | Ричард «Дики» Грей, лорд Мертон                |                                       |                                       | Гость                                 | Периодически                          | Периодически                          | Периодически                          |              |
| Кристофер Розыцки                     | Граф Николай Ростов                            |                                       |                                       |                                       |                                       | Периодически                          |                                       |              |
| Эндрю Скарборо                        | Тимоти «Тим» Дрю                               |                                       |                                       |                                       | Периодически                          | Периодически                          | Гость                                 |              |
| Раде Шербеджия                        | Князь Игорь Курагин                            |                                       |                                       |                                       |                                       | Периодически                          |                                       |              |
| Фиби Спэрроу                          | Амелия Крюйкшенк                               |                                       |                                       |                                       |                                       |                                       | Периодически                          |              |
| Кэтрин Стидман                        | Достопочтенная Мейбл Лейн Фокс                 |                                       |                                       |                                       |                                       | Периодически                          |                                       |              |
| Джереми Свифт                         | Септимус Спратт                                |                                       |                                       |                                       | Периодически                          | Периодически                          | Периодически                          |              |
| Ричард Теверсон                       | Доктор Райдер                                  |                                       |                                       | Гость                                 |                                       |                                       | Периодически                          |              |
| Гарриет Уолтер                        | Пруденс, вдовствующая леди Шеклтон             |                                       |                                       |                                       | Гость                                 | Гость                                 | Периодически                          |              |
| Говард Уорд                           | Сержант Уиллис                                 |                                       |                                       |                                       |                                       | Периодически                          | Периодически                          |              |

## Список серий
3 ноября 2011 компания ITV подтвердила план съёмки третьего сезона и показ его, начиная с сентября 2012 года.
Третий сезон стартовал в Великобритании 16 сентября 2012 года, он состоит из 8 серий, после которых 25 декабря 2012 года вышла специальная рождественская серия. 23 ноября 2012 года стало известно о планах ITV на четвёртый сезон, который был показан осенью 2013 года, он состоял из 8 серий, на Рождество 25 декабря 2013 года была показана специальная праздничная серия.
10 ноября 2013 года было принято решение продлить сериал на 5-й сезон, который был показан в сентябре-ноябре 2014 года на ITV, а 25 декабря 2014 года в эфир выйдет, уже ставшая традиционной, специальная рождественская серия. 6 ноября 2014 года сериал был продлён на 6-й сезон. 28 января 2015 года было объявлено о том, что 6-й сезон станет для телесериала заключительным.
| Сезон                        | Сезон                        | Эпизоды           | Оригинальная дата показа | Оригинальная дата показа | Среднее количество зрителей Великобритании, млн чел. |
| Сезон                        | Сезон                        | Эпизоды           | Премьера сезона          | Финал сезона             | Среднее количество зрителей Великобритании, млн чел. |
| ---------------------------- | ---------------------------- | ----------------- | ------------------------ | ------------------------ | ---------------------------------------------------- |
|                              | 1                            | 7                 | 26 сентября 2010         | 7 ноября 2010            | 9,70                                                 |
|                              | 2                            | 8                 | 18 сентября 2011         | 6 ноября 2011            | 11,68                                                |
| Спецвыпуск                   | 2                            | 25 декабря 2011   | 25 декабря 2011          |                          | 11,68                                                |
|                              | 3                            | 8                 | 16 сентября 2012         | 4 ноября 2012            | 11,91                                                |
| Спецвыпуск                   | 3                            | 25 декабря 2012   | 25 декабря 2012          |                          | 11,91                                                |
|                              | 4                            | 8                 | 22 сентября 2013         | 10 ноября 2013           | 11,84                                                |
| Спецвыпуск                   | 4                            | 25 декабря 2013   | 25 декабря 2013          |                          | 11,84                                                |
|                              | 5                            | 8                 | 21 сентября 2014         | 9 ноября 2014            | 10,40                                                |
| Спецвыпуск                   | 5                            | 25 декабря 2014   | 25 декабря 2014          |                          | 10,40                                                |
|                              | 6                            | 8                 | 20 сентября 2015         | 8 ноября 2015            | 10,39                                                |
| Спецвыпуск                   | 6                            | 25 декабря 2015   | 25 декабря 2015          |                          | 10,39                                                |
|                              | Аббатство Даунтон            | Аббатство Даунтон | 13 сентября 2019         | 13 сентября 2019         | N/A                                                  |
| Аббатство Даунтон: Новая эра | Аббатство Даунтон: Новая эра | 29 апреля 2022    | 29 апреля 2022           | N/A                      |                                                      |

## Производство

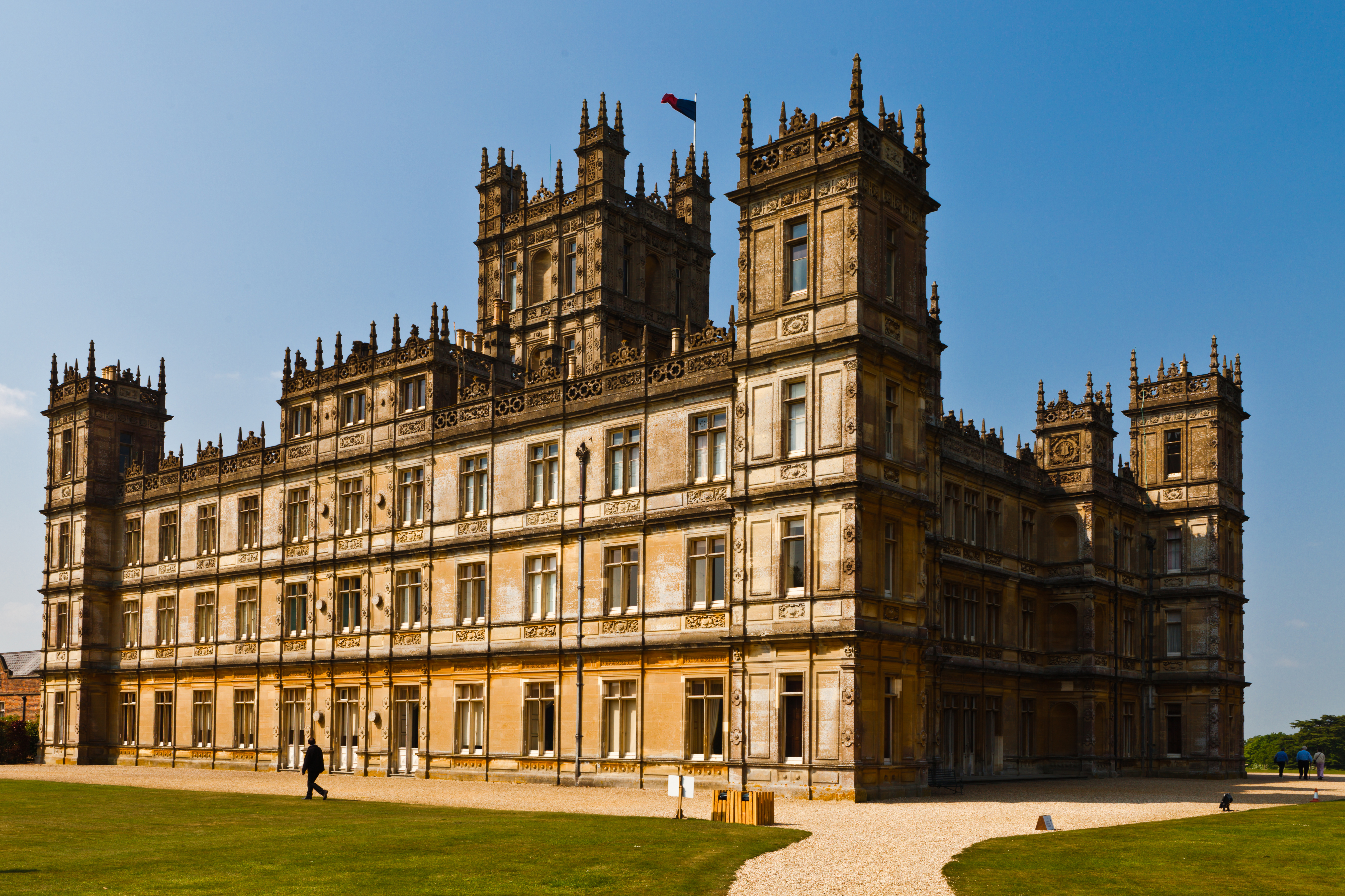
Замок Хайклер (Highclere Castle).

Около половины всех сцен первого сезона снималось в здании и на прилежащих территориях замка Хайклер в Беркшире, который насчитывает от 200 до 300 комнат и, как и вымышленный Даунтон, использовался как госпиталь во время Первой мировой войны. Часть сцен снималось в специально выстроенном павильоне в Ealing Studios.

## Релиз в мире
В России транслировался на телеканалах «Домашний» и «Россия—Культура».

## Выпуск на DVD и Blu-ray
30 ноября 2010 года выпущено двухдисковое издание первого сезона в формате Blu-ray для всех регионов.
7 ноября 2011 года выпущено трёхдисковое издание второго сезона в формате Blu-ray для всех регионов, а также коробочный вариант с пятью дисками первого и второго сезонов.
В тот же день выпущен семидисковый коробочный вариант DVD для второго региона, включающий оба первых сезона.

## Саундтрек
Музыка из телесериала была выпущена отдельным аудиоальбомом.

## Книги
В 2011 году была выпущена книга Фионы Карнарвон «Леди Альмина и аббатство Даунтон» (англ. Lady Almina and the Real Downton Abbey: The Lost Legacy of Highclere Castle)..
В 2013 году была выпущена книга Эммы Роули и Гарета Нима «За кулисами „Аббатства Даунтон“» (англ. Behind the Scenes at Downton Abbey).
16 декабря 2014 года в серии «Сериал, который покорил мир» издательством «Эксмо» была выпущена книга Елены Первушиной «Аббатство Даунтон. История гордости и предубеждений». Первоначальный тираж книги составил 2000 экземпляров.
1 апреля 2015 года в серии «Поместье Даунтон» издательством «Яуза» была выпущена книга Маргарет Йорк «Поместье Даунтон: Начало». Первоначальный тираж книги составил 5000 экземпляров.
23 июля 2015 года в серии «Поместье Даунтон» издательством «Яуза» была выпущена книга Маргарет Йорк «Поместье Даунтон: Хозяйка». Первоначальный тираж книги составил 7000 экземпляров.

## Оценки
«Он так хорош, что вызывает одержимость не только у зрителей, но и у актёров. Мы не получали сценарий заранее, так как Джулиан постоянно его дописывал. И когда я читала начало, просто не могла дождаться продолжения, мне было очень интересно, что будет дальше! Всем очень приятно, что „Аббатство Даунтон“ оказалось таким успешным. Думаю, для многих это был сюрприз. Конечно, в моей карьере было много успешных фильмов, но я редко снималась на телевидении, так что это мой самый крупный телепроект». — Мэгги Смит о сериале

## Награды и номинации
Телесериал является обладателем 54 премий, среди них: 3 премии «Золотой глобус» (2012, 2013, 2015), 2 премии BAFTA TV Award (2011), 6 премий «Эмми» (2011, 2012,
2016).
В 2011 году:
- Мини-сериал «Аббатство Даунтон» неоднократно номинировался на всевозможные премии в различных категориях.
- В США британская драма «Аббатство Даунтон» была признана лучшим мини-сериалом в 2011 году, она получила премию «Эмми»[25]. Всего шесть призов «Эмми», в том числе за костюмы, операторскую работу, оригинальный сценарий, режиссуру[26][27][28].
- Broadcasting Press Guild Awards: премия за лучший сценарий.
- Премия Banff Rockie как лучшему мини-сериалу (Banff Television Festival).
- Две премии BAFTA-TV в номинациях «лучший режиссёр» (Брайан Персивал) и «лучший звук» (Найджел Хит, Марк Холдинг, Адам Армитадж и Алекс Сойер)[26].
- TRIC Award (Television and Radio Industries Club Awards): Лучшая телевизионная драматическая программа года (получил Джулиан Феллоуз)[26].

В 2012 году:
- Сериал получил премию «Золотой глобус» как лучший мини-сериал или телефильм. Кроме того, на получение премии выдвигались исполнители главных ролей — Хью Бонневилль и Элизабет МакГоверн; и Мэгги Смит за лучшую женскую роль второго плана[26].
- Создатели сериала выдвигались на премию «Эмми» в 16 номинациях[29]. Премию получили:
  - за лучшую женскую роль второго плана в драматическом телесериале — Мэгги Смит[30][31];
  - стилисты причёсок Энн «Нош» Олдхэм и Кристин Гринвуд[32];
  - композитор Джон Ланн[англ.][32].

В 2013 году:
- Премия «Золотой глобус» за лучшую женскую роль второго плана в телесериале, мини-сериале или телефильме (Мэгги Смит).

В 2014 году:
- Премия Гильдии киноактёров США за лучшую женскую роль в драматическом сериале (Мэгги Смит).

В 2015 году:
- Премия «Золотой глобус» за лучшую женскую роль второго плана в телесериале, мини-сериале или телефильме (Джоан Фроггатт).
- Национальная телевизионная премия (National Television Awards) в номинации «Лучшая драма».
- Премия Гильдии киноактёров США за лучший актёрский состав в драматическом сериале.

В 2016 году:
- Премия «Эмми» за лучшую женскую роль второго плана в драматическом телесериале — Мэгги Смит